# Violetta Ferrari
Violetta (Hódmezővásárhely, 25 aprile 1930 – Budapest, 23 gennaio 2014) è stata un'attrice ungherese.

## Biografia
Ha iniziato a recitare, come attrice bambina all' età di 6 anni al Pesti Színház di Budapest.
È diplomata come attrice dal 1949 presso Színház- és Filmművészeti Egyetem.
È stata sposata con l'attore Lajos Básti dal 1949 al 1954. Si risposò in seconde nozze nel 1956,in questo periodo ebbe il suo primo figlio, Péter nato nell'agosto 1956. Divorziò nel 1973.

## Filmografia
- Dalolva szép az élet - regia di Márton Keleti (1950)
- Civil a pályán - regia di Márton Keleti (1952)
- Fel a fejjel - regia di Márton Keleti (1954)
- Különös ismertetőjel - regia di Zoltán Várkonyi (1955)
- Scheidungsgrund: Liebe - regia di Cyril Frankel (1960)